# Cladodactyla
Genre
Synonymes
- Dendrelasia O'Loughlin in O'Loughlin, Stępień, Kuźniak & Van Den Spiegel, 2013[2]
- Polyclados Brandt, 1835[2]

Cladodactyla est un genre d'holothuries (concombres de mer) abyssales de la famille des Cucumariidae. 

## Liste des espèces
Selon World Register of Marine Species (28 décembre 2020) :
- Cladodactyla brunspicula Thandar, 2008
- Cladodactyla crocea (Lesson, 1830)
- Cladodactyla monodi Cherbonnier, 1950
- Cladodactyla pesdispersa Thandar, 2017
- Cladodactyla senegalensis Panning, 1940
- Cladodactyla sicinski (O'Loughlin in O'Loughlin, Stępień, Kuźniak & Van Den Spiegel, 2013)